# Xylomimus baculus
Xylomimus baculus – gatunek chrząszcza z rodziny kózkowatych i podrodziny zgrzypikowych. Jedyny przedstawiciel rodzaju Xylomimus.

## Zasięg występowania
Gatunek ten występuje w północnej części Ameryki Południowej, notowany w Gujanie Francuskiej i północnej Brazylii (stan Pará).